# オリンパソン'80
『オリンパソン'80』は、テレビ朝日が1980年5月5日（月曜日）8:30 - 5月6日（火曜日）1:30にかけて公開生放送したモスクワオリンピックの事前キャンペーン番組である。

## 概要
テレビ朝日は1977年3月、国際オリンピック委員会（IOC）との契約締結によりモスクワオリンピックの独占生中継を行うことを決定し、開催前年の1979年から関連のシリーズ番組を多数企画しており、この『オリンパソン'80』もその一環として実施された。題名は「オリンピック」と「テレビマラソン」の合成語である。
総合司会に久米宏とジュディ・オングを起用し、西城秀樹による五輪中継のイメージテーマソング「俺たちの時代」披露、ドラえもん、ザ・ドリフターズ、ゴダイゴなどとのコラボレーション企画などが予定されていた。
しかし、1979年のソビエト連邦軍によるアフガニスタン侵攻をきっかけに、西側諸国を中心とした参加ボイコット運動が盛んに行われた影響もあり、予定していた内容を一部変更して、「日本はモスクワ五輪に参加するべきか否か」と称したアンケート調査を実施しながら展開することになった。当初は「参加すべき」とする意見が圧倒的だったが、のちに「ボイコットすべき」とする意見が一時的に増えたものの、最終的には「参加すべき」が9973件、「ボイコットすべき」が9263件でわずかながら前者が上回った。
その後、5月24日に日本オリンピック委員会（JOC）は日本の不参加を正式に表明。テレビ朝日も大会のテレビ中継を「日本、アメリカ合衆国、西ドイツ、中国などが参加しない五輪では、放送としても番組としても妥当とは言えない」として一旦は断念を決定。しかし、業界からの批判もあり、規模を一部縮小して予定通り行われることになった。

## 放送内容

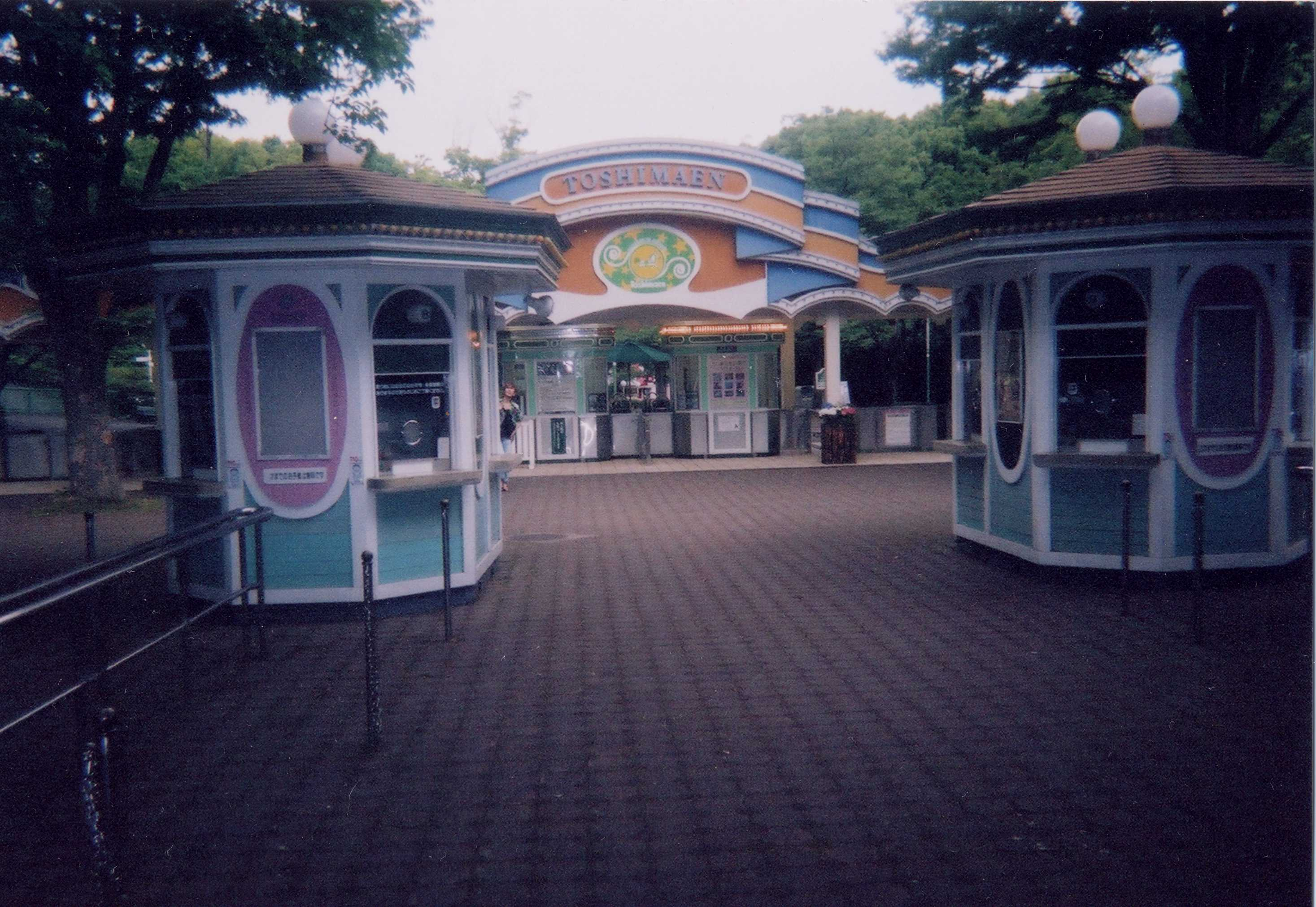
「世界こどもオリンピック」の会場となった「豊島園」の入口

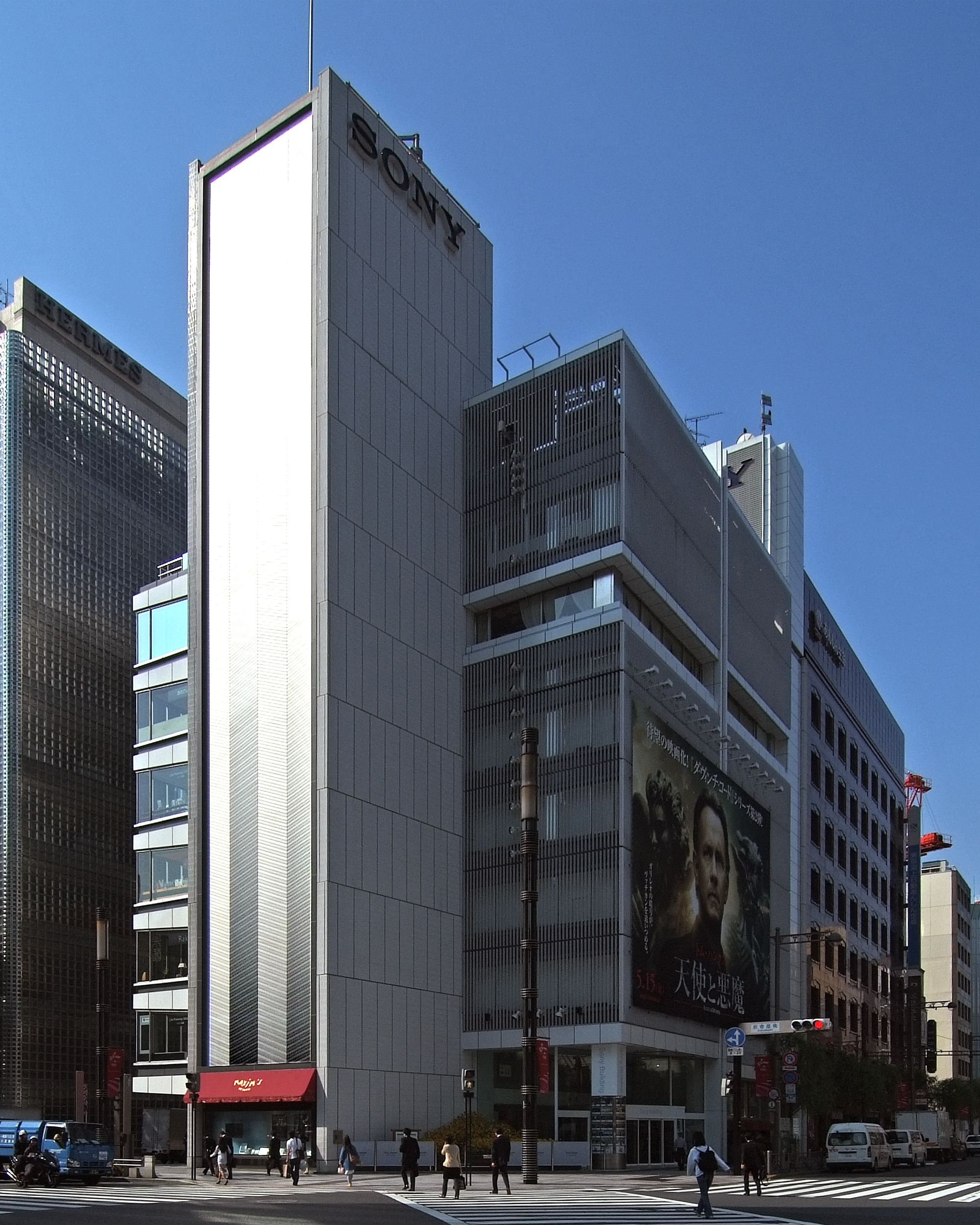
「アフタヌーンショー」の生放送が行われた銀座ソニービル

- 8:00：オープニング
- 8:30：モーニングショー（第1期）

司会：溝口泰男、渡辺直子、銅谷志朗（当時テレビ朝日アナウンサー）
主にスポーツ関連の情報を放送。
- 9:30：世界こどもオリンピック

司会：砂川啓介、キャロライン洋子
（日本を含む）世界33カ国の子供が参加するスポーツイベント。しかしその内容は「綱引き」・「障害物競走」・「リレー」・「玉ころがし」などと、運動会その物。会場は豊島園。
- 11:30：あなたの声を!（第1部）
- 11:45：ANNニュースライナー

- 12:00：アフタヌーンショー

司会：川崎敬三、今村優理子
銀座ソニービルからの中継。「激論オリンピック」と題し、モスクワオリンピックに参加するか否かを討論する。出演者は上田哲（政治家）、竹村健一（政治評論家）、大島渚（映画監督）、筑紫哲也（当時：朝日新聞記者）の4名。
- 13:00：揺れ動くオリンピック

日本のメダリスト50名を迎え、過去のオリンピックを振り返る。
- 16:20：各局別ミニ番組
- 16:25：ANNニュース

この時期の平日午後のスポットニュースは、通常は15:55に編成されていたが、当日はこの時間に繰り下げた。
- 16:30：ゴダイゴ・イン・ネパール
- 17:30：あなたの声を!（第2部）
- 18:00：ANNニュースレーダー
- 18:20：ANNニュース

この時期の平日18時台報道番組は、18:00が各局別報道番組（テレビ朝日は『6時のサテライト』）またはアニメなどの再放送・遅れネット枠（広島ホームテレビなど）、18:30が『ニュースレーダー』となっていたが、当日は18:30に後述の『ドリフと秀樹とドラえもん』を放送するため『ニュースレーダー』を繰り上げ、『6サテ』の代替として18:20に『ANNニュース』を編成、同時に全国ネットとした。そのため、首都圏のローカルニュースでありながら、都合全ネット局で夕方のニュースが二回連続で放送される事態となった。
- 18:30：バラエティーショー ドリフと秀樹とドラえもん

出演：ザ・ドリフターズ、西城秀樹、ドラえもん（声：大山のぶ代）
- 19:00：オリンピックだー! ドラえもん「のび太の夢の金メダル」

声の出演：大山のぶ代、横沢啓子、小原乃梨子、たてかべ和也、肝付兼太、野村道子ほか
脚本：松岡清治、山田隆司
演出：森脇真琴
初の40分台単発アニメにしてアニメオリジナル作品。のび太がジャイアンとのボクシング勝負に負けて悔しがるのを見て、ドラえもんとドラミは密かに「重力が少ない地球に似た惑星」にのび太を連れて行く。
- ソウルオリンピック開催前年の1987年にも大晦日スペシャルの枠内で再放送された。
- 20:00：ドリフのヒゲダンス
- 20:20：オリンピック応援歌の発表

西城秀樹がモスクワオリンピック応援歌「俺たちの時代」を発表。
- 20:40：ドリフコント
- 20:54：ANNニュース
- 21:00：映画『東京オリンピック』

1965年東宝作品
総監督：市川崑
脚本：市川崑、和田夏十、白坂依志夫、谷川俊太郎
ナレーター：三國一朗
- 0:00：ANNニュースファイナル
- 0:10：ANNスポーツニュース
- 0:20：グランドフィナーレ「これでいいのかオリンピック!! 今わたしたちは何を?」[2]